# Nueva Juventud
Nueva Juventud (chino: 新青年, pinyin: Xīn Qīngnián) fue una revista china en la que se publicaron numerosos artículos sobre política y sociedad que tendrían una enorme influencia en el desarrollo de la China actual. La revista promovió los valores de cambio y de ruptura con la sociedad tradicional que tendrían su máxima expresión en el Movimiento del Cuatro de Mayo, también llamado Movimiento de la Nueva Cultura.
La revista fue fundada por el intelectual chino Chen Duxiu en Shanghái el 15 de septiembre de 1915. Junto al título chino 新青年, utilizaba un subtítulo en francés: La Jeunesse. En ella, Chen Duxiu publicó numerosos artículos en los que criticaba la sociedad tradicional china y, en particular, el confucianismo. Entre las colaboraciones más influyentes en la revista merecen destacarse el artículo en que Hu Shih abogaba por el uso del chino vernáculo, frente al chino clásico, como lengua literaria, y el relato "Diario de un loco" de Lu Xun, escrito precisamente en lengua vernácula, y que supuso un hito en la literatura china contemporánea.
Chen Duxiu se trasladó a Pekín en enero de 1917, al aceptar el cargo de decano de la Universidad de Pekín. La revista pasaría a editarse en Pekín a partir de ese momento. Durante su estancia en Pekín, la ideología de Chen fue derivando hacia el comunismo por la influencia de Li Dazhao, bibliotecario de la Universidad de Pekín, que había fundado un grupo informal de estudios marxistas. En 1919, se publicó un número monográfico sobre el marxismo editado por Li Dazhao. A partir de entonces, Nueva Juventud se convirtió en el medio de expresión de los marxistas chinos que, con apoyo soviético, fundarían el Partido Comunista Chino en 1921. Chen Duxiu se convirtió en el primer presidente y secretario general del partido.
La revista derivó hacia posiciones comunistas siguiendo la trayectoria ideológica de Chen Duxiu. Aun así, la revista publicó artículos y opiniones de todo tipo, siendo la voz de los reformistas chinos en aquellos años.
Nueva Juventud continuó editándose hasta 1926. Entre sus colaboradores más importantes, además de los ya citados Chen Duxiu, Hu Shih, Lu Xun y Li Dazhao, se encontraron otros intelectuales como Qian Xuantong, Gao Yihan, y Shen Yinmo, o la hispano-china Marcela de Juan.